# Медицинске области ван класичне биомедицине
 Медицинске области ван класичне биомедицине је скуп превентивних, терапеутских и дијагностичке метода ван класичне медицинске науке. Оне подразумевају другојачији приступ људском организму од оног у класичној биомниедицини, који се заснива на примени различитих методе класичне и традиционалне медицине, пружајући терапеутима могућност да комбинујући најбоље из само једне или оба области медицине омогуће пацијентима и лечење узрока, а не само последице, пре свега кроз здравије и квалитетније начине живота. 

## Основне поставке
За све превентивне, терапеутске и дијагностичке методе ван класичне биомедицине користе се различити, често неадекватни системи подела те исто таква терминологија. Међу њима су најзаступљенији: алтернативна медицина, комплементарна медицина, традиционална медицина, народна медицина и бројни други. У новије време користи се и термин интегративна медицина. Као најуопштенији назив за све незваничне методе неадекватно се користи и назив неконвенционална медицина (за разлику од конвенционалне).
Светска здравствена организација, за интегративну медицину користи називе и поделу на, традиционалну, комплементарну и алтернативну медицину (КАМ).

## Врсте и називи медицинских области ван класичне биомедицине
Сви ниже наведени медицински системи, па и они паралелни, прошли су од свог настанка до данас свој сопствени развојни пут и данас се међусобно надопуњују. 

### Традиционална медицина
Традиционална медицина подразумева нешто што има своју историју и традицију (нпр; традиционална кинеска медицина, индијска медицина ајурведа, тибетанска медицина, арапска медицина ...). Она је уопштен назив за област лечења који је везан за специфичну културу неког народа. 
Међутим, не може се све што није класична медицина сврстати под овај појам јер има прилично много техника које немају неку традицију везану уз одређено подручје и народ. 
Традиционални медицински системи често у себи обједињују и методе природне и енергетске медицине као што је нпр. део кинеске традиционалне медицине-акупунктура (као врста енергетске медицине) и траварство које спада у природну медицину. Такође традиционални медицински системи су део интегративне медицине.

### Комплементарна медицина
Комплементарна медицина подразумева нешто што допуњује и тиме побољшава нешто друго у терапији. Ове врста терапије не мора да нудити све - од превентиве до куративе, већ у неким својим облицима може пружити више и боље него што то нуди или уопште може дати службена медицина. На тај начин она допуњује, друге облике лечења (нпр траварство, хиропрактика, остеопатија). Она се ослања и на друге методе, које се примарно заснивају на дијагностичким методама класичне медицине, и својим поступцима и терапијама успешно настављатамо где научна медицина „застане”.

### Алтернативна медицина
Алтернативна медицина, као један од најширенијих облика КАМ користи се у свим паралелним медицинским системима. Међутим ако би појам „алтернативна медицина” прихватили као општи који би требало да обухвати све незваничне медицинске системе, тада би све њене методе требало да буду адекватна замена, „алтернатива” за научну медицину, а утврђено је истраживањима да нису, и да су многе од њих само допуна биомедицини. 
Алтернатива односно замена коју би пружила ова област КАМ мора бити нешто што нуди и биомедицина само на другачији начин. А та замена треба имати разрађену превентиву, дијагностику и куративу. Али у пракси то није тако јер ова области нуди само неке неконвенционалне методе које имају - нпр. различити традиционални системи као сто су ајурведа, туина, традиционална кинеска медицина, затим неке природне (хомеопатија) и енергетске исцјељивачке методе (примарно биоенерготерапија где се делује превентивно, анализира и исцељује енергетско поље човека, а не директно физичко тело итд.)
У духовној медицини као једном од облика алтнарвне медицине дијагностика (односно анализа стања) чак није ни потребна, што се коси са научном медицном.

### Интегративна медицина
Интегративна медицина је област КАМ који се заснива на удруженој примени метода које комбинују и/или обједињују различите терапијске приступе и усмерења. У интегралну медицину спадају и све методе, које истовремено третирајућ тело и дух, у себи садрже сва фундаментална знања потребна за тако нешто (нпр јогу истовремено са енергетском медицином) чиме се постижу одређени здравствени ефекти, али и животна филозофија)..
Традиционални медицински системи такође су врло добар пример интегративне медицине.

### Неконвенционална медицина
Неконвенционална медицина не може укључити у себи све методе ван научне медицине тако да је сврставање свих терапеутско-исцелитељских метода и терапијске системе, под горенаведеним појмовима, неадекватна. 
Један од проблема је и да се поједине методе КАМ по својим карактеристикама истовремено могу сврстати под више наведених назива или пак променом неких формалних услова (састав људи који је користе, законски статус методе у појединим државама, начин и трајање, те статус образовања ...) могу променити категорију те се сврстати под неки други појам. Самим тиме ови појмови постају недовољни за адекватну поделу различитих метода на одређене групе или пак за сврставање свега што није званично сврстано под један од ових појмова. 
Неки ауторитети (нпр у Србији) појам неконвенционална медицина користите као генерални назив за све оно што није службена, класична медицина, иако тај појам означава само тренутни статус тих метода. 

### Народна медицина
Неконвенционална медицина се због недовољне информисаности врло често упоређује са данас заосталом народном медицином од пре неколико векова и више година када су се у лечењу употребљавале пијавице, урин, измет ... када су врачеви и вештице справљали чудотворне напитке, када су се зуби вадили столарским клештима, а побачај обављале старе бабе на селу ..., затим са различитим верским групама и сектама са астрологијом, таротом те другим сродним делатностима које се примењују на разним сајмовима езотерије. 
Данашња КAМ и биомедицина више нема никакве (изузев историјске) везе са некадашњом, сада заосталом народном медицином у развијеним земљама света, иако још понегде, већином у руралним срединама, заиста и егзистира.